# Miracle Hot Springs
Miracle Hot Springs – obszar niemunicypalny w hrabstwie Kern, w Kalifornii (Stany Zjednoczone), na wysokości 726 m.